# Фучекио
Фучекио (итал. Fucecchio) је насеље у Италији у округу Фиренца, региону Тоскана.
Према процени из 2011. у насељу је живело 14479 становника. Насеље се налази на надморској висини од 18 м.

## Становништво
Према резултатима пописа становништва 2011. у општини је живело 22.785 становника.
| 1936.  | 1951.  | 1961.  | 1971.  | 1981.  | 1991.  | 2001.  | 2011.  |
| ------ | ------ | ------ | ------ | ------ | ------ | ------ | ------ |
| 12.830 | 13.460 | 15.370 | 19.269 | 20.532 | 20.540 | 21.139 | 22.785 |

## Партнерски градови
- Nogent-sur-Oise